# Intel Core 2

Altes Logo Intel Core 2 Duo
Altes Logo Intel Core 2 Quad
Altes Logo Intel Core 2 Extreme
Logo Intel Core 2 Duo
Logo Intel Core 2 Quad
Logo Intel Core 2 Extreme

Die Intel-Core-2-Serie ist eine am 27. Juli 2006 eingeführte Familie von 32-/64-Bit-Mikroprozessoren für PCs und Laptops. Sie basieren auf der Intel-Core-Mikroarchitektur und stellen die Nachfolger der Pentium-4-, Pentium-D- und Pentium-Extreme-Edition-CPUs im Desktop-Segment und der Pentium-M- und Core-CPUs im Mobilbereich dar. Die Workstation- und Server-Variante des Core 2 verkauft Intel dagegen wie üblich als Intel Xeon.
Ende 2008 wurde die Core-2-Serie durch die Intel-Core-i-Serie auf Basis der Nehalem-Architektur ergänzt und ersetzt.

## Namensgebung
Die Bezeichnung Intel Core 2 ist unabhängig von der Anzahl der Prozessorkerne eines Prozessors. Die „2“ steht vielmehr für die zweite Generation, in der der Markenname „Core“ genutzt wird (nicht jedoch für die zweite Generation der Core-Mikroarchitektur, da der Intel Core auf einer stark abgewandelten Version der P6-Architektur basiert und daher nur Vorläufer der neuen Mikroarchitektur ist).
Die Variante für den Massenmarkt mit zwei Prozessorkernen (Doppelkernprozessor) wird Core 2 Duo genannt, der Vierkernprozessor wird Core 2 Quad genannt. Die Modelle für den High-End-Markt tragen in der Tradition der Extreme-Edition-Modelle des Pentium 4 und Pentium D den Namen Core 2 Extreme. Für Mobilrechner gibt es noch eine sparsame Variante mit nur einem Prozessorkern, die als Core 2 Solo vermarktet wurde. Alle Prozessoren erhalten eine vierstellige Modellnummer, bei der die erste die Serie klassifiziert und über die restlichen drei Ziffern das genaue Modell angegeben wird. 

### Präfix
Vor diese Modellnummer wird noch ein Buchstabe gestellt (in seltenen Fällen auch zwei), welcher im mobilen Markt Details über die Leistungsaufnahme angibt. Im Desktop-Markt wird durch die Buchstaben die Art des Prozessors klassifiziert (Zweikern- oder Vierkernprozessor, Extreme-Modelle):
| D/M             | Präfix | TDP       | TDP      | Bedeutung |
| D/M             | Präfix | Desktop   | Mobil    | Bedeutung |
| --------------- | ------ | --------- | -------- | --- |
| Desktop         | E      | ≥ 55 W    | –        | Energieeffiziente Dualcore-Prozessoren                                                                                           |
| Desktop & Mobil | X      | 075 W     | 44 W     | Extreme Performance, freier Multiplikator                                                                                        |
| Desktop & Mobil | Q      | 065–105 W | 45 W     | Quad-Core, Vierkernprozessoren                                                                                                   |
| Desktop & Mobil | QX     | 130–150 W | 45 W     | Quad-Core Extreme Performance |
| Mobil           | T      | –         | 30–39 W  | Hohe Energieeffizienz |
| Mobil           | P      | –         | 20–29 W  | Hohe Energieeffizienz, power optimized                                                                                           |
| Mobil           | L      | –         | 12–19 W  | Hohe Energieeffizienz, deutlich gesenkte Spannung (ehemals: Low Voltage bzw. LV)                                                 |
| Mobil           | U      | –         | ≤ 11,9 W | Ultrahohe Energieeffizienz, besonders stark gesenkte Spannung, Ultra high energy efficient (ehemals: Ultra Low Voltage bzw. ULV) |
| Mobil           | SP     | –         | 20–29 W  | Kleiner Formfaktor für Mobilsysteme in 22x22-BGA-Bauart, Small Package                                                           |
| Mobil           | SL     | –         | 12–19 W  | Kleiner Formfaktor für Mobilsysteme in 22x22-BGA-Bauart, Small Package                                                           |
| Mobil           | SU     | –         | ≤ 11,9 W | Kleiner Formfaktor für Mobilsysteme in 22x22-BGA-Bauart, Small Package                                                           |

## Technik
Im Gegensatz zu Intels bisherigen Desktop- und Server-Prozessoren auf Basis der Intel-NetBurst-Mikroarchitektur setzt der Core 2 auf Intels neue, weitestgehend Pentium-M-basierte Core-Mikroarchitektur. Diese unterscheidet sich von der NetBurst-Architektur neben der deutlich geringeren elektrischen Leistungsaufnahme vor allem durch die drastisch verkürzte Pipeline. Dies verringert zwar die mögliche Maximalfrequenz, dafür steigt die Leistung bei gleicher Taktfrequenz, so dass die neuen Prozessoren bei gleicher Taktfrequenz etwa das Doppelte leisten.
Neben der verkürzten Pipeline sind diese Leistungssteigerungen aber auch auf verschiedene Verbesserungen an den Recheneinheiten des Core 2 zurückzuführen. Die verbesserten und teilweise neu eingeführten Vektoroperationen benötigen nur noch einen Taktzyklus – halb so viel wie bisher – und mittels Macro-OP Fusion kann der Befehlsdecoder aus Addition und Multiplikation eine einzelne MAC-Funktion generieren. Laut Intel soll von letztgenannter Optimierung im Durchschnitt jeder zehnte Befehl profitieren.
Ferner wurden Stromsparfunktionen der Vorgänger Pentium M und Intel Core übernommen. Neben der dynamischen Anpassung von Takt und Betriebsspannung können viele Teile der CPU bei Nichtgebrauch abgeschaltet werden, um Energie zu sparen. In Verbindung mit der allgemein geringeren Leistungsaufnahme der neuen Core-Mikroarchitektur, aber auch den geringeren Taktraten, macht das den Core 2 bei seinem Erscheinen zu einer der energieeffizientesten Prozessorentwicklungen überhaupt.
Mit neuen Steppings, unter anderem M0, wurde der Stromverbrauch im Ruhezustand weiter gesenkt.
Ende 2007 wurden neue Prozessoren in 45-nm-Fertigung mit einer etwas optimierten Architektur eingeführt.
Durch den Shrink auf 45 nm selbst und die Umstellung der Transistorbauweise auf High-k-Dielektrikum (auf Basis einer Hafniumverbindung)/Metal-Gate sind zudem schnellere Transistoren mit kleinerem Leckstrom möglich.

## Prozessorkerne

### 65-nm-Fertigung

#### Conroe

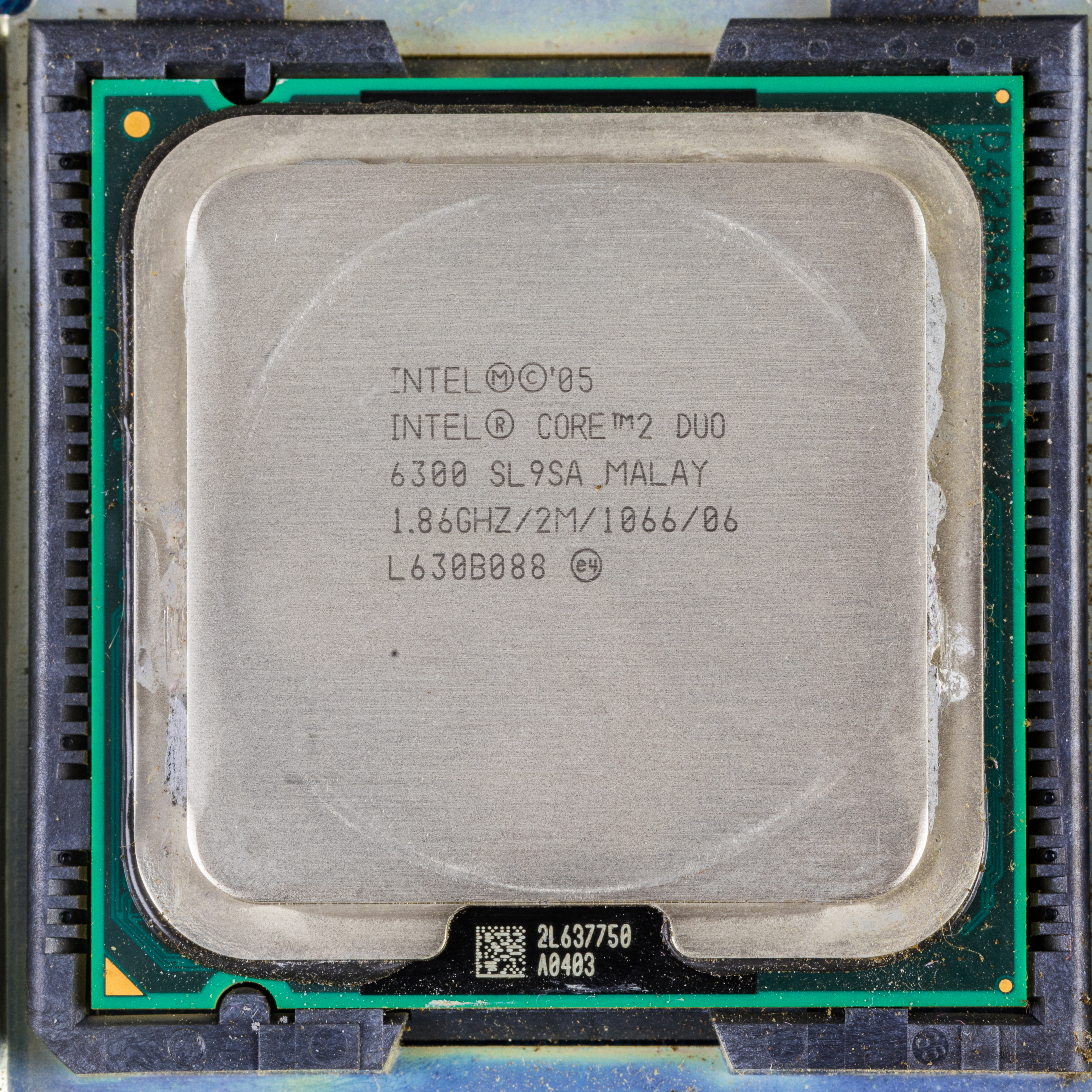
Intel Core 2 Duo E6300 Conroe

Conroe ist ein im 65-nm-Verfahren gefertigter Doppelkernprozessor für den Desktop und war der erste Vertreter der neuen Prozessorgeneration. Er verfügt über 4 MiB L2-Cache. Modelle mit nur 2 MiB L2-Cache (2 MiB sind dann deaktiviert) wurden ebenfalls verkauft, seit Ende 2006 wurde für diese Varianten aber hauptsächlich der Allendale-Kern eingesetzt. Conroe-Prozessoren werden mit Front-Side-Bus-Taktraten von 200 bis 333 MHz betrieben und sind mit Prozessor-Taktraten zwischen 1,86 und 3,00 GHz verfügbar.
- Zweikernprozessor (Dual-Core)
- L1-Cache: je Kern 32 + 32 KiB (Daten + Instruktionen)
- L2-Cache: 4096 KiB mit Prozessortakt (bei einigen Modellen nicht komplett freigeschaltet)
- Alle Modelle unterstützen: MMX, SSE, SSE2, SSE3, SSSE3, Intel 64, EIST, XD-Bit, IVT
- Core-2-Duo-Modelle der E6x50-Serie unterstützen zusätzlich: TXT
- Erscheinungsdatum: 27. Juli 2006
- Fertigungstechnik: 65 nm
- Die-Größe: 143 mm² bei 291 Millionen Transistoren
- Modelle: Intel Core 2 Duo E6300 bis E6850

#### Allendale
Allendale wurde wie Conroe im 65-nm-Verfahren gefertigt, verfügt aber nur über 2 MiB L2-Cache. Dank der daraus resultierenden geringeren Die-Fläche war Allendale günstiger herzustellen als Conroe. Prozessoren mit Allendale-Kern waren seit Ende 2006 verfügbar (die seit Mitte 2006 verkauften Modelle E6300 und E6400 basierten zunächst auf dem Conroe), sie wurden dabei parallel zu den Conroe-Prozessoren gefertigt und verkauft. Core-2-Prozessoren mit Allendale-Kern werden mit Front-Side-Bus-Taktraten von 200 oder 266 MHz betrieben und erreichen Prozessor-Taktraten zwischen 1,80 und 2,40 GHz. Für höhere Taktraten wählte Intel auch bei Prozessoren mit nur 2 MiB L2-Cache den Conroe.
- Zweikernprozessor (Dual-Core)
- L1-Cache: je Kern 32 + 32 KiB (Daten + Instruktionen)
- L2-Cache: 2048 KiB mit Prozessortakt (bei einigen Modellen nicht komplett freigeschaltet)
- MMX, SSE, SSE2, SSE3, SSSE3, Intel 64, EIST, XD-Bit
- Core-2-Duo-Modelle der E6xxx-Serie unterstützen zusätzlich: IVT
- Erscheinungsdatum: 21. Januar 2007
- Fertigungstechnik: 65 nm
- Die-Größe: 111 mm² bei 167 Millionen Transistoren
- Modelle: Intel Core 2 Duo E4300 bis E4600

#### Kentsfield
Der Codename Kentsfield bezeichnet einen Prozessor der Core-2-Familie mit vier Prozessorkernen (Quad-Core-Mehrkernprozessor). Genauso wie die entsprechende Xeon-Version (Codename Clovertown) ist der Kentsfield ein Zusammenschluss zweier Dual-Core-Dies (in diesem Fall Conroe) in einem CPU-Package. Aus diesem Grund besitzt der Prozessor zweimal einen L2-Cache mit einer Größe von jeweils 4 MiB. Diese Bauweise erleichterte die Produktion des Prozessors und war schneller umsetzbar als die Entwicklung eines Quad-Cores mit vier Kernen auf einem Die.
- Vierkernprozessor (Quad-Core)
- L1-Cache: je Kern 32 + 32 KiB (Daten + Instruktionen)
- L2-Cache: zweimal 4096 KiB mit Prozessortakt
- Alle Modelle unterstützen: MMX, SSE, SSE2, SSE3, SSSE3, Intel 64, EIST, XD-Bit, IVT
- Erscheinungsdatum: 2. November 2006
- Fertigungstechnik: 65 nm
- Die-Größe: zweimal 143 mm² bei jeweils 291 Millionen Transistoren
- Modelle: Intel Core 2 Quad Q6300 bis Intel Core 2 Extreme QX6850

#### Merom
Merom ist ein in 65 nm gefertigter Doppelkernprozessor, der für Sockel M und Sockel P geeignet ist. Merom besitzt 4 MiB L2-Cache, von dem jedoch bei einigen Modellen die Hälfte deaktiviert wird. Der Kern ist eng verwandt zum Conroe-Kern, der bei den Intel-Core-2-Duo-Desktop-Prozessoren verwendet wird. Bemerkenswert ist, dass der Merom Intels erster Mobilprozessor ist, in der die von AMD übernommene 64-Bit-Erweiterung AMD64 realisiert wurde, die bei Intel als Intel 64 vermarktet wird. Der Merom wird teilweise auch als Einkernprozessor verwendet (zweiter Kern wird deaktiviert).
- Zweikernprozessor (Dual-Core)
- L1-Cache: je Kern 32 + 32 KiB (Daten + Instruktionen)
- L2-Cache: 4096 KiB mit Prozessortakt (bei einigen Modellen nicht komplett freigeschaltet)
- MMX, SSE, SSE2, SSE3, SSSE3, Intel 64, EIST, XD-Bit, IVT
- Erscheinungsdatum: 27. Juli 2006
- Fertigungstechnik: 65 nm
- Die-Größe: 143 mm² bei 291 Millionen Transistoren (B2, E1, G0) bzw. 111 mm² bei 167 Millionen Transistoren (M0, L2)
- Modelle: Core 2 Solo U2100 bis U2200, Core 2 Duo L7200 bis L7700 und Core 2 Duo T5200 (ohne IVT) bis T7800

### 45-nm-Fertigung

#### Wolfdale
Wolfdale wurde in einem 45-nm-Verfahren gefertigt. Im Vergleich zum Conroe wurde die SSE4.1-Befehlserweiterung hinzugefügt und die Architektur optimiert, so dass die Leistung pro Takt (IPC) im Vergleich zum Conroe etwas höher ist. Es gibt zwei Versionen des Wolfdales, die auf verschiedenen Kernen basieren: Wolfdale C0/E0 besitzt einen größeren L2-Cache von 6 MiB, Wolfdale M0/R0 wird nur mit 3 MiB L2-Cache gefertigt und belegt daher rund 25 Prozent weniger Waferfläche.
- Zweikernprozessor (Dual-Core)
- L1-Cache: je Kern 32 + 32 KiB (Daten + Instruktionen)
- L2-Cache: 6144 KiB oder 3072 KiB mit Prozessortakt (bei einigen Modellen nicht komplett freigeschaltet)
- Alle Modelle unterstützen: MMX, SSE, SSE2, SSE3, SSSE3, Intel 64, EIST, XD-Bit
- Core-2-Duo-Modelle der E8x00-Serie (außer E8190), der Core 2 Duo E7600 (teilweise auch E7400, E7500), die Pentium-E6x00-Serie und Modelle der Pentium-E5x00-Serie ab E5500 (teilweise auch E5300, E5400) unterstützten zusätzlich: IVT
- Core-2-Duo-Modelle der E8x00-Serie mit Ausnahme des Core 2 Duo E8190 unterstützen zusätzlich: TXT
- Core-2-Duo-Modelle unterstützen zusätzlich: SSE4.1
- Erscheinungsdatum: 7. Januar 2008
- Fertigungstechnik: 45 nm
- Die-Größe: 107 mm² bei 410 Millionen Transistoren (C0, E0) bzw. 82 mm² bei 228 Millionen Transistoren (M0, R0)
- Modelle: Intel Core 2 Duo E7200 bis E8600 und Pentium E5200 bis E6800

#### Yorkfield
Der Codename Yorkfield bezeichnet einen Prozessor der Core-2-Familie mit vier Prozessorkernen (Quad-Core-Mehrkernprozessor). Yorkfield ist ein Zusammenschluss zweier Dual-Core-Dies (in diesem Fall Wolfdale) in einem CPU-Package. Aus diesem Grund besitzt der Prozessor zweimal einen L2-Cache mit einer Größe von jeweils 2 bzw. 3 oder 6 MiB. Diese Bauweise erleichterte die Produktion des Prozessors und war schneller umsetzbar als die Entwicklung eines Quad-Cores mit vier Kernen auf einem Die.
- Vierkernprozessor (Quad-Core)
- L1-Cache: je Kern 32 + 32 KiB (Daten + Instruktionen)
- L2-Cache: zweimal 6144 KiB mit Prozessortakt (bei einigen Modellen nicht komplett freigeschaltet)
- Alle Modelle unterstützen: MMX, SSE, SSE2, SSE3, SSSE3, SSE4.1, Intel 64, EIST, XD-Bit
- Alle Modelle außer Q8200, Q8200s und einigen Q8300[3] unterstützen zusätzlich: IVT
- Core-2-Quad-Modelle der Q9xx0-Serie unterstützen zusätzlich: TXT
- Erscheinungsdatum: 11. November 2007
- Fertigungstechnik: 45 nm
- Die-Größe: zweimal 107 mm² bei jeweils 410 Millionen Transistoren (C0, C1, E0) bzw. zweimal 82 mm² bei jeweils 228 Millionen Transistoren (M1, R0)
- Modelle: Intel Core 2 Quad Q8200 bis Intel Core 2 Extreme QX9775

#### Penryn
Penryn ist ein in 45 nm gefertigter Doppelkernprozessor, welcher auf der gleichnamigen Mikroarchitektur basiert. Beim Penryn handelt es sich um die Mobilvariante des Wolfdale, der im Vergleich zu seinem Vorgänger Merom größere Caches, verbesserte Stromspartechniken durch einen neuen Transistoraufbau (High-k+Metal-Gate-Technik) und auch eine höhere Leistung pro Takt (IPC) aufweist. Der Penryn wird teilweise auch als Einkernprozessor verwendet (zweiter Kern wird deaktiviert) sowie unter dem Codenamen Penryn-QC als Vierkernprozessor.
- Zweikernprozessor (Dual-Core)
- L1-Cache: je Kern 32 + 32 KiB (Daten + Instruktionen)
- L2-Cache: 6144 KiB bei C0, E0 bzw. 3072 KiB bei M0, R0 mit Prozessortakt (bei einigen Modellen nicht komplett freigeschaltet)
- MMX, SSE, SSE2, SSE3, SSSE3, SSE4.1, Intel 64, EIST, XD-Bit, IVT (nicht bei allen Modellen)
- Erscheinungsdatum: 7. Januar 2008
- Fertigungstechnik: 45 nm
- Die-Größe: 107 mm² bei 410 Millionen Transistoren (C0, E0) bzw. 82 mm² bei 228 Millionen Transistoren (M0, R0)
- Modelle: Core 2 Duo SU7300 bis SU9600, Core 2 Duo SL9300 bis SL9600, Core 2 Solo SU3300 bis SU3500, Core 2 Duo P7350 bis P9700, Core 2 Duo T6400 bis T9900, Core 2 Duo U7500 bis U7600, Core 2 Extreme X9000 bis X9100

#### Penryn-QC
Vierkernprozessor (Quad-Core) auf Basis des Penryn.
August 2008.
- Core 2 Quad Q9000, Q9100 und Core 2 Extreme QX9300